# Komitee für die Unabhängigkeit Georgiens
Das Komitee für die Unabhängiges Georgiens (auch Georgisches Komitee, georgisch დამოუკიდებელი საქართველოს კომიტეტი) war eine politische Vereinigung in Deutschland. Es wurde nach dem Beginn des Ersten Weltkriegs 1914 von georgischen Emigranten und Studenten gegründet und vom Deutschen Reich finanziert. Sein Ziel war die Beseitigung der russischen Herrschaft und die Wiederherstellung der Unabhängigkeit Georgiens unter der Protektion Deutschlands.
Vorsitzender des Komitees war zunächst Petre Surguladse, später Micheil Zereteli. Zu den Mitgliedern zählten Fürst Georgi Matschabeli, Leo Kereselidse, Giorgi Kereselidse und der islamische georgisch-osmanische Bey Meliton Kartsiwadse. Das Komitee wurde von der Nachrichtenstelle für den Orient des Auswärtigen Amts und des deutschen Generalstabs finanziert, unterhielt Büros in Österreich-Ungarn und im Osmanischen Reich. Während der Kampfhandlungen im Kaukasus verlegte das Komitee sein Hauptquartier nach Samsun in der Türkei, zog später nach Giresun.
1915 war das Komitee an der Gründung der Georgischen Legion beteiligt und stellte ihren höchsten georgischen Offizier, Generalmajor Leo Kereselidse. 1916 sollte es eine zentrale Rolle in der Operation M, einer Revolutionierung Georgiens gegen Russland spielen. Georgi Matschabeli und vier weitere Emissäre des Komitees wurden am 26. Juni des gleichen Jahres von deutschen U-Booten an der Ostküste des Schwarzen Meeres abgesetzt, um Kampfgruppen zu bilden, Sabotageakte durchzuführen und eine Opposition gegen Russland zu bilden. Das Unternehmen scheiterte. Es gelang weder Sabotageakte zu organisieren, noch Kampfgruppen zu rekrutieren.
Nach der Februarrevolution 1917 reiste ein Vertreter des Komitees mit Lenin im versiegelten Zug nach Petrograd, fuhr von dort weiter nach Georgien. Micheil Zereteli und vier weitere Georgier wurden am 3. Oktober 1917 mit einem U-Boot nach Georgien verschifft. Sie nahmen dort Kontakte mit politischen Parteien auf, warben vergeblich für eine Wende gegen Russland. Der menschewistische sozialdemokratische Parteichef und spätere georgischen Premierminister Noe Schordania lehnte zu diesem Zeitpunkt eine Parteinahme gegen Russland als politischen Selbstmord ab.
Im Laufe des Krieges nahmen die Spannungen mit der osmanischen Regierung zu. Nach der Gründung der Demokratischen Republik Georgien im Mai 1918 kehrten verschiedene Mitglieder des Komitees in die Heimat zurück. Nach der Besetzung des Landes durch die Rote Armee im Februar 1921 mussten sie erneut emigrieren. Zereteli und Kereselidse wurden 1924 in Deutschland Mitbegründer der Widerstandsorganisation Georgisches Komitee Weißer Georg.